# Grover Cleveland
Stephen Grover Cleveland (født 18. marts 1837, død 24. juni 1908) var både den 22. og 24. amerikanske præsident. Cleveland har siddet i to adskilte perioder (1885–1889 og 1893–1897). Han opnåede det største samlede stemmeantal i tre præsidentvalg – i 1884, 1888 og 1892, men blev ikke valgt i 1888 på grund af for få valgmandsstemmer. Han var den eneste Demokrat, der opnåede valg til præsident i den republikansk-dominerede æra fra 1860 til 1912. Clevelands beundrere har rost ham for hans ærlighed, uafhængighed, integritet og hans arbejde for principperne inden for klassisk liberalisme. Som leder af Bourbondemokraterne var han modstander af imperialisme, skatter, subsidier og inflationspolitik, men som reformator arbejdede han også mod korruption og vennetjenester.
Nogle af Clevelands handlinger skabte kontroverser, selv i hans eget parti. Hans indblanding i Pullman-strejken i 1894 for at holde jernbanen i gang gjorde fagforeningerne vrede, og ved sin støtte til guldstandarden og modstand mod "fri sølv" (retten til at få lavet mønter af sølvfund) skubbede han Demokraternes landbrugsfraktion fra sig. Ydermere beklagede kritikere sig over, at han ikke havde den store fantasi, og at han virkede handlingslammet under nationens økonomiske kriser – økonomisk depression og strejker – i hans anden præsidentperiode. På trods af dette har han i eftertiden fået et ry som en ærlig og karakterfast mand.

## Familie og tidlige liv

### Barndom og familiehistorie
Stephen Grover Cleveland blev født 18. marts 1837 i Caldwell, New Jersey som søn af Richard Falley Cleveland og hans kone, Ann Neal. Clevelands far var presbyteriansk prædikant, oprindeligt fra Connecticut. Hans mor var fra Baltimore og var datter af en boghandler. På sin fars side nedstammede Cleveland fra engelske forfædre – den første Cleveland var emigreret til Massachusetts fra det nordøstlige England i 1635. På sin mors side nedstammede Cleveland fra anglo-irske protestanter og tyske kvækere fra Philadelphia. Han var en fjern slægtning til general Moses Cleaveland, som byen Cleveland i Ohio er blevet navngivet efter.
Cleveland var den femte ud af en søskendeflok på ni, fem drenge og fire piger. Han blev døbt Stephen Grover efter den første præst i den Første Presbyterianske Kirke i Caldwell, hvor hans far var præst på daværende tidspunkt, men Cleveland brugte aldrig navnet "Stephen" i sit voksne liv. I 1841 flyttede Cleveland-familien til Fayetteville, New York, hvor Cleveland tilbragte en stor del af sin barndom. Naboer skulle senere beskrive Cleveland som "fuld af skæg, og én som godt kunne finde på at lave practical jokes", samt at han var glad for udendørssport. I 1850 fik Clevelands far arbejde i Clinton, New York, og familien flyttede dertil. De flyttede igen i 1853 til Holland Patent, New York, nær Utica. Clevelands far døde kort tid efter, at familien var ankommet til Holland Patent.

### Uddannelse og rejsen vestpå
Clevelands uddannelse begyndte i underskolen på Fayetteville Academy. Da familien flyttede til Clinton, blev Cleveland optaget på Clinton Liberal Academy. Efter sin fars død i 1853 forlod Cleveland skolen og hjalp med at tage sig af sin familie. Senere samme år blev Clevelands bror William hyret som lærer på New York Institute for the Blind i New York City, og William fik skaffet Cleveland et job som assistentlærer. Efter at have arbejdet som lærer i et år vendte Cleveland hjem til Holland Patent i slutningen af 1854.
Tilbage i Holland Patent søgte den 17-årige Cleveland uden held et arbejde. En ældste i hans kirke tilbød at betale for hans collegeuddannelse, hvis han lovede at uddanne sig til et gejstligt embede, men Cleveland afslog. I stedet besluttede Cleveland sig det følgende forår for at tage vestpå til byen Cleveland i Ohio. På vejen gjorde han ophold i Buffalo, hvor hans onkel, Lewis W. Allen, boede. Allen talte Cleveland fra at fortsætte vestpå og tilbød ham et job, hvor han skulle holde styr på Allens optegnelser og noter om hans kvæg. Allen var en betydningsfuld mand i Buffalo, og han præsenterede sin nevø for indflydelsesrige mænd der, deriblandt partnerne i advokatfirmaet Rogers, Bowen og Rogers. Cleveland søgte senere arbejde i dette firma og kom med i advokatforeningen i 1859.

### Tidlig karriere og den amerikanske borgerkrig
Efter at være blevet uddannet som advokat arbejdede Cleveland for Rogers-selskabet i tre år, hvorefter han forlod det i 1862 for at starte sin egen praksis. I januar 1863 modtog han udnævnelsen til offentlig anklager i Erie County. Da den amerikanske borgerkrig rasede, vedtog kongressen Conscription Act of 1863, som krævede, at alle egnede mænd skulle tjene i hæren, hvis de blev indkaldt, eller alternativt finde en erstatning. Cleveland valgte sidstnævnte og betalte en 32-årig polsk immigrant, George Benninsky, $150 for at tjene i hans sted. Som advokat blev Cleveland kendt for sin målbevidste koncentration og sin arbejdsomhed. I 1866 forsvarede han nogle af deltagerne i det feniske angreb ved Niagara samme år og fik dem frikendt. I 1868 opnåede Cleveland en del opmærksomhed inden for sin profession efter sit vellykkede forsvar i et søgsmål om injurier mod redaktøren af Commercial Advertiser, en avis i Buffalo. I denne periode boede Cleveland simpelt i et lejet værelse; selv om hans indkomst blev stor nok til at muliggøre en dyrere livsstil, fortsatte Cleveland med at forsørge sin mor og sine yngre søstre. Selv om hans eget hjem var spartansk, deltog Cleveland aktivt i selskabslivet og "den sorgløse selskabelighed i hotellobbyer og salooner."

## Politisk karriere i New York

### Sherif i Erie County
Fra sit tidligste engagement i politik havde Cleveland altid bekendt sig til Demokraterne. I 1865 stillede han op til valget af offentlig anklager, men tabte marginalt til sin ven og værelseskammerat, Lyman K. Bass, den republikanske kandidat. Cleveland holdt sig derefter ude af politik i et par år, men sikrede i 1870, med hjælp fra sin ven Oscar Folsom, den demokratiske nominering til sherif i Erie County. I en alder af 33 år blev Cleveland valgt til sherif med 303 stemmers forspring, og han indtog officielt embedet 1. januar 1871. Mens denne nye karriere trak ham væk fra hans jurapraksis, belønnede den ham på anden vis: lønnen siges at have været op mod 40.000$ i løbet af den toårige periode. Den bedst kendte begivenhed i hans tid som sherif var henrettelsen af en morder, Patrick Morrisey, 6. september 1872. Cleveland var som sherif ansvarlig for enten personligt at foretage henrettelsen eller at betale en vicesherif 10$ for at foretage den. Cleveland havde betænkeligheder ved hængningen, men valgte alligevel selv at foretage henrettelsen. Han hængte også en anden morder, John Gaffney, 14. februar 1873.
Efter afslutningen af perioden som sherif vendte Cleveland tilbage til sin private praksis og åbnede et advokatfirma sammen med sine venner Lyman K. Bass og Wilson S. Bissell. Bass brugte ikke meget tid i firmaet, da han blev valgt ind i Kongressen i 1873, men Cleveland og Bissell kom snart til tops blandt advokaterne i Buffalo. Frem til det tidspunkt havde Cleveland haft en nydelig, men lidt anonym politisk karriere. Som hans biograf Allan Nevins skrev: "der var sandsynligvis ingen i landet, der 4. marts 1881 havde mindre forventninger til end denne almindelige, men hårdføre advokat fra Buffalo, der fire år senere ville stå i Washington og blive taget i ed som de Forenede Staters præsident."

### Borgmester i Buffalo
I 1870'erne var Buffalos styre i stigende grad plaget af korruption, hvor de demokratiske og republikanske politiske apparater arbejdede sammen om at fordele de politiske ben. Da Republikanerne i 1881 nominerede en række politikere fra det politiske apparat med særlig dårligt ry, så Demokraterne en mulighed for at kapre stemmer fra Republikanerne ved at opstille en mere ærlig kandidat. Partilederne kom til Cleveland, og han accepterede at stille op til valget som borgmester, forudsat at de øvrige opstillede fra partiet var acceptable for ham. Da Demokraterne undlod at opstille de mest berygtede politikere, accepterede Cleveland nomineringen. Cleveland blev valgt til borgmester med 15.120 stemmer mod 11.528 til modstanderen Milton C. Beebe. Han indledte sin embedsperiode 2. januar 1882.
Tiden som borgmester brugte Cleveland i stor udstrækning til en kamp mod partiapparaternes særinteresser. Blandt de handlinger, som slog hans ry fast, var et veto mod en gadeoprydningslov som Buffalo Common Council vedtog. Kontrakten på oprydning af byens gader var ledig, og rådet valgte den højeste byder frem for den laveste på grund af politiske forbindelser til byderen. Mens denne form for vennetjenester tidligere var blevet tolereret i Buffalo, ville borgmester Cleveland ikke vide af det og svarede med et rammende veto: "Jeg betragter det som kulminationen på den frækkeste og mest skamløse plan om at forråde folkets interesser, som er værre end at smide offentlige penge bort". Rådet vendte derefter på en tallerken og gav kontrakten til den laveste byder. Med denne og flere andre handlinger, der tog vare om de offentlige finanser, bredte Clevelands ry som en ærlig politiker efterhånden også uden for Erie County.

### New Yorks guvernør
Med hans voksende ry begyndte partifolk hos Demokraterne at overveje Cleveland som en mulig kandidat til guvernørposten. Daniel Manning, en insider i partiet og beundrer af Clevelands handlinger, støttede hans kandidatur – Manning blev i øvrigt senere finansminister i Clevelands første regering. På grund af intern splittelse i det republikanske parti i staten så 1882 ud til at blive et demokratisk år, og der var derfor mange, der kæmpede om Demokraternes nominering. De to førende demokratiske kandidater var Roswell P. Flower og Henry W. Slocum, men deres respektive støtter stod stejlt på deres kandidater, og konventet kunne ikke blive enige om, hvem der skulle nomineres. Cleveland, som lå på en tredjeplads efter den første afstemning, fik støtte i efterfølgende afstemninger og endte som et kompromisvalg. Det republikanske parti forblev splittet internt, og Cleveland kunne derfor vinde guvernørvalget med 535.318 stemmer mod den republikanske kandidat Charles J. Folgers 342.464. Clevelands sejrsmargin var på det tidspunkt den største ved et kampvalg i New York, og Demokraterne opnåede også flere sæder i begge huse i den lovgivende forsamling.
Cleveland fortsatte sin modstand mod unødvendige udgifter og sendte den lovgivende forsamling otte vetoer i løbet af sine første to måneder som guvernør. Det første, som fik opmærksomhed, var hans veto mod et lovforslag om reducering af billetpriserne på New York Citys bybaner ("el-trains") til fem cent. Lovforslaget havde en bred opbakning, fordi togenes ejer, Jay Gould, var upopulær, og mange ikke brød sig om hans billetprisstigninger. Cleveland så lovforslaget som unfair – Gould havde overtaget togbanerne, da de var i forfald, og havde bragt systemet på fode igen. Derudover mente Cleveland, at en ændring i Goulds forretning ville overtræde en kontraktklausul i den amerikanske forfatning. På trods af forslagets oprindelige popularitet roste aviserne Clevelands veto. Theodore Roosevelt, som på daværende tidspunkt var medlem af den lovgivende forsamling, udtalte, at han oprindeligt havde stemt for lovforslaget, selv om han mente, at det var forkert, fordi han ville straffe de skruppelløse jernbanebaroner. Efter vetoet ombestemte Roosevelt sig, lige som mange andre forsamlingsmedlemmer, og vetoet blev fastholdt.
Clevelands ligefremme og ærlige handlemåde vandt ham stor popularitet, men gav ham også visse fjender i hans eget parti, specielt Tammany Hall-organisationen i New York City. Tammany Hall var en magtfuld vælgerforening, der havde stor indflydelse på fordelingen af politiske poster i det demokratiske parti. Organisationen havde under dets chef, John Kelly, ikke støttet Clevelands nominering til guvernør og brød sig endnu mindre om ham, da Cleveland åbent modsatte sig genvalget af en af statens senatorer. Manglen på Tammanys støtte blev dog opvejet af, at han fik støtte fra Theodore Roosevelt og andre reformvenlige republikanere, der hjalp Cleveland med at vedtage flere love, som reformerede det kommunale styre.

## Valget i 1884

### Udnævnelsen til præsidentkandidat
Republikanerne afholdt deres konvent i Chicago og nominerede den tidligere formand for Repræsentanternes Hus, James G. Blaine fra Maine, til præsidentkandidat. Blaines nominering frastødte mange republikanere, som så Blaine som ambitiøs og amoralsk. Lederne af det Demokratiske Parti opfattede republikanernes valg som en mulighed for at vinde Det Hvide Hus tilbage for første gang siden 1856, hvis de kunne finde den rigtige kandidat.
Blandt Demokraterne var Samuel J. Tilden oprindeligt favorit, og han havde tidligere været partiets kandidat ved det tætte valg i 1876. Tilden havde dog et dårligt helbred, og efter hans afslag på nominering, fordelte hans støtter sig blandt de øvrige kandidater. Cleveland var blandt de største favoritter, men Thomas F. Bayard fra Delaware, Allen G. Thurman fra Ohio og Benjamin Butler fra Massachusetts havde også stor opbakning lige som flere andre kronprinser. Alle de øvrige kandidater havde dog problemer, der hindrede en nominering: Bayard havde været fortaler for adskillelse mellem Nord- og Sydstaterne i 1861, hvilket gjorde ham uacceptabel for demokrater fra Nordstaterne; Butler var omvendt hadet i Sydstaterne for sine handlinger under borgerkrigen; Thurman var generelt vellidt, men var ved at blive gammel og skrøbelig, og hans syn på det store spørgsmål om man måtte få lavet mønter af fundet sølv var uklart. Cleveland havde også modstandere – Tammany var fortsat imod ham – men hans modstanderes forhold gav ham stadig flere støtter. Cleveland førte ved den første afstemning med 392 stemmer ud af 820. Ved anden afstemning støttede Tammany op om Butler, mens resten af de delegerede bakkede op om Cleveland, og han blev nomineret. Thomas A. Hendricks fra Indiana blev valgt som hans vicepræsidentkandidat.

### Kampagnen mod Blaine
Efter Clevelands nominering fordømte reformvenlige Republikanere, kaldet "mugwumps", Blaine som korrupt og vendte sig i stedet til Cleveland. Disse mugwumps, deriblandt mænd som Carl Schurz og Henry Ward Beecher, var mere interesseret i idealer end i partiet og håbede, at Cleveland ville støtte deres kamp for en reform af statsadministrationen og effektiviseringer i regeringen. På samme tid som Demokraterne vandt vælgerstøtte fra disse mugwumps, mistede de vælgere til Greenback-Labor partiet, som var under ledelse af den forhenværende Demokrat, Benjamin Butler.
Kandidaternes støtter begyndte nu en regulær mudderkastning. Clevelands støtter pustede liv i de gamle påstande om, at Blaine på korrupt vis havde haft indflydelse på lovgivningen, der sikrede støtte til Little Rock & Fort Smith Railroad og Northern Pacific Railway, for efterfølgende at profitere på salg af de obligationer, han havde i begge selskaber. Selv om historierne om Blaines vennetjenester for jernbaneselskaberne allerede var blevet kendt otte år tidligere, var de denne gang understøttet af nyfundet korrespondance til og fra Blaine, hvilket fik hans tidligere benægtelser til at virke mindre plausible. I den mest inkriminerende korrespondance havde Blaine skrevet "Burn the letter ("Brænd dette brev"), hvilket gav Demokraterne den sidste linje til deres kampråb: "Blaine, Blaine, James G. Blaine, the continental liar from the state of Maine, 'Burn this letter!'" ("Blaine, Blaine, James G. Blaine, den kontinentale løgner fra staten Maine, 'Brænd dette brev!'")
For at sværte Clevelands puritanske rygte fortalte hans modstandere, at Cleveland var blevet far til et barn uden for ægteskab, mens han var advokat i Buffalo. Den nedladende frase "Ma, Ma, where's my Pa?" ("Mor, Mor, hvor er min Far?") blev et uofficielt kampagneslogan for hans modstandere. Da han blev konfronteret med skandalen, der var på vej, var Clevelands instruktioner til sine kampagnefolk: "Fortæl sandheden." Cleveland indrømmede, at han i 1874 accepterede at betale børnebidrag til Maria Crofts Halpin, en kvinde, som påstod, at han var far til hendes søn med navnet Oscar Folsom Cleveland. Halpin havde på daværende tidspunkt et forhold til flere mænd, deriblandt Clevelands ven og advokatkollega Oscar Folsom, som barnet blev opkaldt efter. Cleveland var ikke klar over, hvem af dem, der var far til barnet, og det menes, at han påtog sig ansvaret, da han var den eneste af dem, der var ungkarl.
Det var begge kandidaternes opfattelse, at staterne New York, New Jersey, Indiana og Connecticut ville afgøre valget. I New York besluttede Tammany Hall sig for, efter en tids vaklen, at de trods alt ville få mere ud af at støtte en Demokrat, som de ikke brød sig om, end en Republikaner, som ikke ville gøre noget som helst for dem. Blaine håbede på, at han ville få en større støtte fra irsk-amerikanerne, end Republikanere normalt fik; irerne stemte hovedsageligt demokratisk i det 19. århundrede, men Blaines mor var irsk katolik. og han havde været tilhænger af Irish National Land League i sin tid som udenrigsminister. Irerne, en betragtelig gruppering i tre af svingstaterne, virkede interesserede i at støtte Blaine, lige indtil en af hans støtter, Samuel D. Burchard, holdt en tale, hvori han nedladende kaldte demokraterne "et parti for rom, katolicisme og oprør" (eng.: "Rum, romanism and rebellion"). Demokraterne blæste denne fornærmelse mod katolikker op i dagene lige inden valget, og Cleveland vandt snævert alle fire svingstater, deriblandt New York med kun lidt over 1.000 stemmer. Hvis man ser på det totale antal stemmer, var valget meget tæt, idet Cleveland kun vandt med kun 0,25%, men valgmandsstemmerne gav Cleveland en mere komfortabel sejr på 219–182. Efter Clevelands valgsejr fik "Ma, Ma..."-kampråbet en klassisk slutning: "Gone to the White House. Ha! Ha! Ha!" ("Rejst til det Hvide Hus. Ha! Ha! Ha!")

## Første valgperiode som præsident (1885–1889)

### Reform
Kort efter at have tiltrådt sit nye embede blev Cleveland stillet over for at skulle udpege alle de embeder i regeringen, som præsidenten skulle vælge. Disse embeder blev typisk valgt gennem spoilssystemet, men Cleveland bekendtgjorde, at han ikke ville fyre nogen Republikaner, som passede sit embede godt, og at han ikke ville udpege nogen alene baseret på partitjenester. Han brugte også sin magt til at reducere antallet af statslige medarbejdere, da mange ministerier efterhånden var fyldt med opportunister. Senere i sin embedsperiode, da Demokraterne rasede over ikke at få del i de politiske ben, bøjede Cleveland sig dog og begyndte at udskifte flere af de republikanske ansatte med Demokrater. Selv om en del af hans valg var påvirket af partiets holdning, udnævnte Cleveland flere personer alene ud fra deres evner, end det havde været tilfældet under hans forgængeres regeringsperioder.
Cleveland reformerede også andre dele af regeringen. I 1887 underskrev han den vedtægt, som etablerede Interstate Commerce Commission. Han og hans flådeminister, William C. Whitney, påbegyndte en modernisering af den amerikanske flåde og annullerede byggekontrakter, som havde resulteret i for dårlige skibe. Cleveland pådrog sig jernbaneinvestorernes vrede ved at igangsætte en undersøgelse af de områder mod vest, som de kontrollerede som følge af statslige bevillinger. Indenrigsminister Lucius Q.C. Lamar bestemte, at rettighederne til disse landområder skulle tilbagegives til offentligheden, fordi jernbanerne ikke var blevet forlænget i det omfang, som de skulle ifølge aftaler. Dette førte til, at cirka 330.000 km² blev givet tilbage til staten.

### Vetoer
Cleveland stod over for et republikansk senat og gjorde ofte brug af sin vetoret. Han nedlagde veto mod hundredvis af private pensionsaftaler for borgerkrigsveteraner, da han mente, at hvis deres pensionsansøgninger allerede var blevet afslået af pensionsbureauet, burde Kongressen ikke forsøge at tilsidesætte den beslutning. Da Kongressen under pres fra Grand Army of the Republic vedtog et lovforslag, som ville give pension til personer med handicap, som ikke var pådraget i militær tjeneste, nedlagde Cleveland også veto mod det. Cleveland brugte sin vetoret langt oftere, end nogen anden præsident havde gjort før ham. I 1887 nedlagde Cleveland sit bedst kendte veto, som omhandlede Texas Seed Bill. Efter at en tørke havde ødelagt afgrøderne flere steder i Texas, ville Kongressen give 10.000$ til de berørte landmænd, så de kunne købe nye frø og ny såsæd. Cleveland nedlagde veto mod denne udskrivning, og i begrundelsen for vetoet støttede han sig til teorien om en minimalstatsregering:
| Citat                                               | Jeg kan ikke finde nogen berettigelse for en sådan finansbevilling i forfatningen; og jeg mener ikke, at den samlede regerings magt og pligt bør omfatte afhjælpning af individuel lidelse, som ikke på nogen måde er relateret til offentlig service eller understøttelse. En udbredt tendens til at se bort fra denne magt og pligts begrænsede omfang bør efter min mening imødegås fast, så det kan fastslå budskabet om, at selv om folket støtter regeringen, skal regeringen ikke forsørge folket. | Citat |
| Grover Cleveland i sit vetobrev om Texas Seed Bill. | |       |

 (Bemærk, at det engelske ord for "støtte" og "forsørge" i sidste sætning i begge tilfælde er "support")

### Sølv
Et af 1880'ernes mest sprængfarlige emner var, om møntfoden skulle hvile på guld og sølv eller på guld alene. Emnet delte folk på tværs af partierne, hvor vestlige Republikanere og Demokrater fra Syden gik sammen i kampen for en fri møntfod af sølv, mens begge partiers repræsentanter i det nordøstlige USA holdt fast i guldstandarden. Fordi sølv var mindre værd end den pålydende værdi i guld, betalte skatteydere deres skatter med sølv, mens internationale kreditorer krævede betaling i guld – hvilket førte til, at nationens guldlager blev udtømt.
Cleveland og hans finansminister, Daniel Manning, stod fast på guldstandarden og forsøgte at reducere mængden af sølv, som regeringen var tvunget til at udmønte efter Bland-Allison Act pr. 1878. Dette gjorde folk fra Vesten og Syden, som kæmpede for billige penge til deres fattigere valgkredse utilfredse. Som et modsvar introducerede en af de mest engagerede sølv-forkæmpere, Richard P. Bland, i 1886 et lovforslag, som ville kræve, at regeringen skulle udmønte ubegrænsede mængder sølv, hvilket ville få inflationen, som ellers lige var på vej til normalt niveau, til at eksplodere. Blands forslag blev forkastet, men det samme blev Clevelandregeringens eget lovforslag, som ville afskaffe enhver udmøntning af sølv. Resultatet blev et status quo, og en afgørelse af sagen om fri sølv blev udskudt. Under hans efterfølger Benjamin Harrisons administration i perioden 1888-1892 kom der dog andre tiltag, hvilket betød at Cleveland igen kom til at beskæftige sig med sølvspørgsmålet i sin anden embedsperiode.

### Told
Et andet omdebatteret, finansielt spørgsmål på daværende tidspunkt omhandlede beskyttelsestold. Det havde ikke været et centralt punkt i hans valgkampagne, men Clevelands mening om tolden var den samme som hos de fleste Demokrater: at den burde nedsættes. Republikanerne ønskede omvendt generelt en højere told for at beskytte det amerikanske erhvervsliv. De amerikanske toldafgifter havde været høje lige siden borgerkrigen, og i 1880'erne indbragte de staten så stor en indtægt, at regeringen havde overskud.
I 1886 blev et lovforslag om at reducere tolden forkastet med et snævert flertal i Repræsentanternes Hus. Toldspørgsmålet blev trukket frem under valget til Kongressen samme år, og antallet af fortalere for den høje, beskyttende told voksede. Alligevel fortsatte Cleveland med at tale for en toldreform. Efterhånden som overskuddet steg, krævede Cleveland og hans støtter i sagen, at tolden skulle nedsættes til kun at gælde statens indtægter. Hans tale til Kongressen i 1887 (citeret til venstre) gjorde opmærksom på uretfærdigheden i at indkræve flere penge fra folk, end regeringen behøvede til sine løbende udgifter. Republikanerne, såvel som protektionistiske demokrater som Samuel J. Randall, mente, at uden høje toldafgifter ville amerikansk erhvervsliv sygne hen, og de fortsatte derfor med at bekæmpe toldreformens fortalere. Roger Q. Mills, formand for Repræsentanternes Hus' "Committee on Ways and Means", fremsatte et forslag, som ville reducere toldbyrden fra omkring 47% til omkring 40%. Efter mange anstrengelser fra Cleveland og hans allierede blev forslaget vedtaget af Huset. Det republikansk dominerede Senat kunne dog ikke nå til enighed med det demokratisk dominerede Repræsentanternes Hus, og lovforslaget faldt til jorden i en komité. Uenighederne om tolden kom senere til at fortsætte i forbindelse med præsidentvalget i 1888.

### Udenrigspolitik
Cleveland var fast besluttet på en ikke-interventionspolitik og havde ført en kampagne med kritik af ekspansion og imperialisme. Han nægtede godkende den tidligere regerings kanaltraktat vedrørende Nicaragua og forholdt sig i det hele taget langt mindre ekspansionistisk i udenrigsforhold. Clevelands udenrigsminister, Thomas F. Bayard, forhandlede med Joseph Chamberlain fra Storbritannien om fiskerirettigheder i havet ud for Canada og brugte her en forsonlig tilgangsvinkel trods modstanden fra New Englands republikanske senatorer. Cleveland trak sig også fra Senatets overvejelser af Berlinkonference-traktaten, som garanterede amerikanske interesser en åben dør i Congo.

### Ægteskab
Cleveland ankom til det Hvide Hus som ungkarl, men forblev ikke i denne stand længe. I 1885 besøgte hans ven Oscar Folsoms datter ham i Washington. Frances Folsom studerede på Wells College, og da hun vendte tilbage til skolen, fik Cleveland hendes mors tilladelse til at korrespondere med hende. De blev snart efter forlovet, og
2. juni 1886 giftede Cleveland og Frances sig i det Blå Rum i det Hvide Hus. Han var den anden præsident, der blev gift, mens han bestred embedet, og den første til at holde bryllup i det Hvide Hus. Ægteskab var specielt, idet Cleveland var eksekutor for Oscar Folsoms bo og havde overvåget Frances' opdragelse, men offentligheden var i det store hele ikke mod ægteskabet. Med sine 21 år blev Frances den yngste førstedame i USAs historie, men offentligheden blev hurtigt begejstret for hende, hendes skønhed og varme personlighed. Parret fik fem børn: Ruth (1891–1904), Esther (1893–1980), Marion (1895–1977), Richard Folsom (1897–1974) og Francis Grover (1903–1995).

### Udnævnelser til Højesteret
Cleveland fik med held udnævnt to dommere til Højesteret. Den første, Lucius Q.C. Lamar, var en tidligere Mississippi-senator, som på daværende tidspunkt sad i Clevelands ministerium som indenrigsminister. Da William Burnham Woods døde, nominerede Cleveland Lamar til hans sæde i slutningen af 1887. Selvom Lamar havde været vellidt som senator, betød hans fortid i Konføderationen, at mange republikanere stemte imod ham. Lamars nominering blev vedtaget af et snævert flertal på 32 mod 28.
Højesteretsdommer Morrison Waite døde få måneder senere, og Cleveland nominerede Melville Fuller til pladsen 30. april 1888. Cleveland havde tidligere tilbudt at nominere Fuller til statsadministrationskommissionen, men Fuller havde dengang ikke været interesseret i at forlade sin advokatvirksomhed i Chicago. Fuller accepterede denne gang nomineringen til højesteretsdommer, hvorpå Senatets Justitskomite brugte flere måneder på at vurdere den for dem totalt ukendte person. De fandt ham acceptabel, og Senatet vedtog nomineringen med 41 stemmer mod 20.

## Valget i 1888 og tilbagevenden til civilt liv

### Besejret af Harrison
Debatten om nedsættelse af tolden fortsatte under valgkampen i 1888. Republikanerne nominerede Benjamin Harrison fra Indiana som præsident- og Levi P. Morton fra New York som vicepræsidentkandidat. Cleveland blev uden problemer nomineret igen under det demokratiske konvent i St. Louis. Da vicepræsident Hendricks døde i 1885, valgte Demokraterne i stedet Allen G. Thurman fra Ohio som Clevelands vicepræsidentkandidat. Republikanerne gjorde toldspørgsmålet til en mærkesag og vandt protektioniststemmer i de vigtige industristater i det nordlige USA. Ydermere var Demokraterne i New York splittede over David B. Hills guvernørkandidatur, hvilket smittede af på støtten til Cleveland i denne svingstat.
Lige som i 1884 fokuserede valget på svingstaterne New York, New Jersey, Connecticut og Indiana. I modsætning til det forrige valg, hvor Cleveland vandt alle disse fire, vandt han i 1888 kun to og tabte sin egen hjemstat med 14.373 stemmer. Mere vigtigt blev det dog, at Republikanerne vandt i Indiana som følge af svindel. Republikansk sejr i denne stat, hvor Cleveland tabte med blot 2.348 stemmer, var nok til at sikre Harrison sejren på trods af, at han tabte i samlet stemmetal for hele landet. Cleveland fortsatte herefter sit arbejde indtil hans embedsperiode udløb, mens han begyndte at se frem mod en tilbagevenden til et borgerligt liv.

### Almindelig borger i fire år
Da Frances Cleveland forlod det Hvide Hus, sagde hun til et medlem af staben: "Hør her, Jerry, jeg vil bede dig om at passe godt på alle møblerne og nipsgenstandene i huset, for jeg vil gerne kunne finde alt, som det er nu, når vi vender tilbage." Da hun blev adspurgt om, hvornår hun ville vende tilbage, svarede hun, "Vi kommer tilbage om fire år fra i dag." I mellemtiden flyttede familien Cleveland til New York City, hvor Cleveland tog et job i advokatfirmaet Bangs, Stetson, Tracy og MacVeigh. Clevelands indkomst fra jobbet var ikke særlig stor, men hans pligter var omvendt heller ikke særlig hårde. Clevelands første barn, Ruth, blev født i 1891 i New York.
Harrison-regeringen kæmpede med Kongressen for at få vedtaget McKinley-tolden og Sherman Silver Purchase Act, to indgreb som Cleveland havde betegnet som farlige for nationens finansielle tilstand. Til at begynde med ville han ikke kritisere sin efterfølger, men i 1891 følte han sig forpligtet til at tale ud og skrev om sine bekymringer i et åbent brev til et af reformisternes møder i New York. "Sølvbrevet", som det blev kaldt, betød, at Cleveland kom tilbage i søgelyset på et tidspunkt, hvor valget i 1892 var på trapperne.

## Valget i 1892

### Demokratisk nominering
Clevelands position som eks-præsident og hans nylige udtalelser om de finansielle spørgsmål gjorde ham til førstevalg som kandidat til den demokratiske nominering. Hans nærmeste modstander var David B. Hill, som på daværende tidspunkt var senator fra New York. Hill forenede alle anti-Cleveland-elementerne i det Demokratiske parti – sølvfortalere, protektionister og Tammany Hall – men kunne ikke mobilisere en støtte, der var stor nok til at hindre Clevelands nominering. På trods af nogle desperate forsøg fra Hill blev Cleveland nomineret ved første afstemning på konventet i Chicago. Som vicepræsident valgte Demokraterne en modvægt til Cleveland – Adlai E. Stevenson fra Illinois, som var fortaler for en fri møntfod af sølv.

### Kampagne mod Harrison
Republikanerne nominerede igen præsident Harrison, hvilket gjorde valget i 1892 til en gentagelse af valget fra fire år tidligere. I modsætning til valgene i 1884 og 1888 var valget i 1892 "det reneste, roligste og mest ærlige valg i efterkrigsgenerationens hukommelse." Spørgsmålet om tolden var til republikanernes fordel i 1888, men resultaterne gennem fire år havde været, at importerede varer var blevet så dyre, at det fik mange vælgere til at foretrække forandringer. Mange vestlige amerikanere, som traditionelt stemte republikansk, stemte nu på den nye kandidat James Weaver fra Populistpartiet, som lovede fri sølv, generøs pension til krigsveteraner og en 8-timers arbejdsdag. Omsider valgte Tammany Hall-demokraterne at følge resten af landets Demokrater, hvilket medførte, at et forenet demokratisk parti vandt New York. Det samlede resultat blev en stor sejr til Cleveland, både hvad angår valgmandsstemmer og samlet stemmetal.

## Anden embedsperiode som præsident (1893–1897)

### Økonomisk panik og sølvspørgsmålet
Cleveland havde i sin første embedsperiode holdt bimetallismen væk, men i sin efterfølgers periode var der kommet andre tiltag, og kort tid efter, at Cleveland påbegyndte sin anden embedsperiode som præsident ramte panikken i 1893 aktiemarkedet. Han stod snart over for en økonomisk krise. Panikken blev forværret af en akut mangel på guld, som var resultatet af den frie udmøntning af sølv, da de fleste nu betalte deres skatter med sølv, mens udenlandske kreditorers stadige krav på guld drænede statens reserver. Cleveland indkaldte snart efter Kongressen for at løse problemerne. Debatten om udmøntningen var ophedet som altid, men panikken havde fået flere midtsøgende kongresmedlemmer til at støtte en ophævelse af udmøntningsprovisionerne i Sherman Silver Purchase Act. Alligevel indkaldte sølvfortalerne deres støtter til et konvent i Chicago, og Repræsentanternes Hus debatterede i femten uger, før et bredt flertal vedtog forslaget. I Senatet var der ligeledes stor uenighed om ophævelse af den frie udmøntning, men Cleveland overbeviste tilstrækkeligt mange Demokrater til at støtte ham, så de sammen med østlige Republikanere udgjorde et flertal på 48 mod 37. Efter ophævelsen af udmøntningen af sølv blev landets guldreserver igen opbygget til et fornuftigt niveau. Ophævelsen af loven virkede blot som et mindre nederlag for sølvfortalerne, men det blev i virkeligheden begyndelsen til enden for sølv som basis for den amerikanske møntfod.

### Toldreform
Efter at det var lykkedes ham at omgøre Harrison-regeringens sølvpolitik, forsøgte Cleveland at stoppe effekterne af McKinley-tolden. Det, som skulle blive kendt som Wilson-Gorman-toldloven, blev foreslået af medlem af Repræsentanternes Hus William L. Wilson fra West Virginia i december 1893. Efter en længerevarende debat vedtog Repræsentanternes Hus lovforslaget med et betragteligt flertal. Lovforslaget foreslog moderate nedadgående justeringer af toldsatserne, specielt told på råvarer. Den derved manglende indtægt ville blive opvejet af en indkomstskat på 2% af alle indkomster over 4.000$.
Lovforslaget blev efterfølgende sendt til Senatet, hvor modstanden var større. Mange senatorer, anført af Arthur Pue Gorman fra Maryland, ønskede en større beskyttelse af deres staters erhvervsliv, end Wilson-forslaget ville give. Andre, såsom Morgan og Hill, modsatte sig, delvist på grund af at de personligt ikke brød sig om Cleveland. Da lovforslaget endelig gik videre fra Senatet, var der foretaget mere end 600 tilføjelser, som ophævede det meste af reformen. Sammenslutningen af sukkerforarbejdende virksomheder lobbiede i særlig grad for ændringer, som kom dem til gode på bekostning af forbrugerne. Cleveland var utilfreds med resultatet og undsagde det reviderede lovforslag som en forkastelig konsekvens af den kontrol over Senatet, som førtes af sammenslutninger og industriinteresser. Han mente dog alligevel, at der var tale om en forbedring i forhold til McKinley-tolden og accepterede det som en lov uden hans underskrift.

### Arbejderoprør
Panikken i 1893 havde forringet arbejdsforholdene over hele USA, og antisølv-lovgivningens sejr havde yderligere provokeret arbejderne i de vestlige områder. En gruppe arbejdere anført af Jacob S. Coxey påbegyndte en march østpå mod Washington D.C. for at protestere mod Clevelands politik. Denne gruppe, der blev kendt som Coxeys hær, agiterede for et nationalt vejprogram, som kunne give arbejderne arbejde, og en svækket valuta, som kunne hjælpe bønderne til at betale deres gæld. Da de nåede Washington, var der kun nogle få hundrede mænd tilbage, og da de den efterfølgende dag blev arresteret for at betræde græsset foran kongresbygningen, opløstes gruppen. Coxeys hær var ikke på noget tidspunkt en trussel mod regeringen, men den viste en voksende utilfredshed i Vesten med den østlige valutapolitik.
Pullman-strejken gjorde et væsentligt større indtryk end Coxeys hær. En strejke mod Pullman Company var indledt, og sympatistrejker fulgte efter på opfordring af American Railway Union-lederen Eugene V. Debs. I juni 1894 strejkede 125.000 jernbanearbejdere, hvilket fuldstændig lammede den nationale handel. Som følge af, at jernbanen transporterede posten, og fordi flere af de ramte linjer var under konkursbehandling, mente Cleveland, at det ville være rimeligt med en national løsning. Cleveland fik medhold ved forbundsdomstolen, og da de strejkende nægtede at anerkende dommen, sendte han forbundstropper til Chicago og andre jernbaneknudepunkter. Førende aviser fra begge partier roste Clevelands handlinger, men anvendelsen af militær skærpede samtidig den organiserede arbejdskrafts modstand mod hans regering.

### Udenrigspolitik
I januar 1893 tog en gruppe amerikanere i Kongeriget Hawaii magten, afsatte dronning Liliuokalani og etablerede en provisorisk regering under ledelse af Sanford Dole. I februar havde Harrisonregeringen forhandlet en annekteringsaftale på plads med repræsentanter fra denne nye regering og videresendt den til godkendelse i Senatet. Fem dage efter at have indtaget præsidentembedet for anden gang standsede Cleveland aftalen i Senatet og sendte det tidligere kongresmedlem James Henderson Blount til Hawaii for at undersøge forholdene der.
I sin første præsidentperiode havde Cleveland støttet fri handel med Hawaii og godkendt en tilføjelse til forfatningen, som sikrede USA en kul- og flådestation i Pearl Harbor. Nu stillede Cleveland sig imidlertid bag konklusionen i Blounts rapport, som sagde, at Hawaiis befolkning var imod en annektering. Liliuokalani nægtede at give amnesti som en del af hendes genindsættelse og udtalte, at hun ville henrette den daværende regering i Honolulu, og omvendt nægtede Doles regering at opgive sin magtposition. I december 1893 var problemet stadig ikke blevet løst, og Cleveland spurgte Kongressen til råds. I sin tale til Kongressen afviste Cleveland annekteringsforslaget og opfordrede Kongressen til at fortsætte den amerikanske ikke-indblandingstradition (se uddrag til højre). Mange medlemmer af Kongressen under ledelse af senator John Tyler Morgan foretrak en annektering, og rapporten, som Kongressen endte med at sende videre, talte hverken for en annektering af Hawaii eller anvendelse af amerikansk militærmagt til at genindsætte det hawaiianske monarki. Hawaii forblev uafhængigt af USA igennem hele Clevelands embedsperiode, men blev 12. august 1898 optaget i Unionen af Clevelands efterfølger som præsident, William McKinley.
I forhold, som angik USA selv, benyttede Cleveland sig af en bred fortolkning af Monroedoktrinen, som ikke blot forbød etableringen af nye europæiske kolonier, men også udtalte amerikansk interesse i alle forhold inden for den amerikanske hemisfære. Da Storbritannien og Venezuela blev uenige om grænsen mellem sidstnævnte og Britisk Guyana, pressede Cleveland og udenrigsminister Richard Olney Storbritannien til at afholde en voldgiftssag. Et tribunal mødtes i Paris i 1898 for at diskutere sagen og kom til en beslutning i 1899. Tribunalet tildelte størstedelen af det omstridte territorium til Britisk Guyana. Ved at stå sammen med en latinamerikansk nation mod de dominerende kolonimagter, forbedrede Cleveland sit forhold til USAs sydlige naboer.

### Kræft
Midt i hans kamp for en afvisning af den frie sølvmøntprægning i 1893 fandt Clevelands læge et lille ulcus i venstre side af Clevelands gane. De første biopsier viste ikke noget afgørende, men senere prøver afslørede en ondartet kræftknude. På grund af landets økonomiske krise besluttede Cleveland sig for at få operationen udført i al hemmelighed for at undgå yderligere panik. Operationen fandt sted 1. juli for at give Cleveland tid til at komme sig fuldt ud, inden det kommende samling i Kongressen.
Under dække af at skulle på ferie tog Cleveland og hans kirurg, dr. Joseph Bryant, til New York. Kirurgerne opererede om bord på yachten Oneida, mens den sejlede ud for Long Island. Operationen blev udført gennem præsidentens mund for at undgå ar eller andre tegn på kirurgisk indgreb. Det lykkedes holdet efter at have bedøvet Cleveland med lattergas og æter at fjerne dele af hans øverste kæbe og ganen. Tumorens størrelse og operationens varighed betød, at Clevelands mund efterfølgende blev lettere deform. Ved en efterfølgende operation fik Cleveland en protese af hård gummi, hvilket forbedrede hans tale og fik ham til at se normal ud igen.
En dækhistorie om fjernelse af to tænder havde holdt den nysgerrige presse på afstand. Selv da en avis bragte historien med detaljer om selve operationen, nedtonede de deltagende kirurger alvoren af det, der var sket under Clevelands ferie. I 1917 skrev en af de deltagende kirurger, dr. William W. Keen, en artikel om operationen.

### Udnævnelser til Højesteret
Clevelands uoverensstemmelser med Senatet gav ham problemer med at få sine kandidater udnævnt til Højesteret i den anden embedsperiode. I 1893, efter Samuel Blatchfords død, nominerede Cleveland William B. Hornblower til Højesteret. Hornblower, som var leder af et sagførerfirma i New York City, mentes at være kvalificeret til stillingen, men hans kampagne mod en 'maskinpolitiker' fra New York havde gjort ham uvenner med senator David B. Hill. Ydermere havde Cleveland ikke konsulteret senatorerne, før han udpegede Hornblower, hvilket medførte, at alle dem, som i forvejen var modstandere af Cleveland, blev endnu mere imod Hornblower. Senatet afviste derfor Hornblowers nominering 15. januar 1894 med 24 stemmer for og 30 imod.
Clevelands kollisionskurs med Senatet fortsatte, da han efterfølgende nominerede Wheeler Hazard Peckham, en anden sagfører fra New York, som havde været mod Hills valgmaskine i delstaten. Hill benyttede hele sin politiske indflydelse til at hindre godkendelsen af Peckham, og 16. februar 1894 afviste Senatet nomineringen med 32 stemmer for og 41 imod. Reformtilhængere opfordrede Cleveland til at fortsætte kampen mod Hill med nominering af Frederic R. Coudert, men Cleveland gjorde i stedet et mere neutralt valg, nemlig senator Edward Douglass White fra Louisiana, hvis nominering blev godkendt af et enigt senat. I 1896 blev en ny plads ledig i Højesteret, og det fik Cleveland til at genoverveje Hornblower, men denne afslog at blive nomineret. I stedet nominerede Cleveland Rufus Wheeler Peckham, bror til Wheeler Hazard Peckham, og Senatet godkendte uden problemer den anden Peckham.

### Stater indtrådt i Unionen
- Utah – 4. januar 1896

## Senere liv og død
Da valget i 1896 begyndte at nærme sig, ønskede østlige guldtilhængere, at Cleveland skulle gå efter en tredje præsidentperiode, men han afslog. I stedet nominerede det Demokratiske parti en sølvfortaler, William Jennings Bryan. I skuffelsen over deres partis nye kurs tilbød demokratiske guldtilhængere endda Cleveland at blive nomineret som kandidat for et nyt parti, men også dette afslog han. Resultatet af valget blev, at William McKinley, den republikanske nominerede, vandt stort over Bryan.
Efter at have forladt det Hvide Hus, boede den pensionerede Cleveland i sit hus Westland Mansion i Princeton, New Jersey. En overgang var han bestyrelsesmedlem for Princeton University, og her var han en del af det flertal af bestyrelsesmedlemmer, som gik ind for Andrew Fleming Wests planer for universitet frem for Woodrow Wilsons, på det tidspunkt universitetets formand. Konservative demokrater ville gerne have nomineret ham til endnu en præsidentperiode i 1904, men hans alder og helbred forhindrede dette. Cleveland var dog fortsat aktiv i den politiske debat. I en artikel i 1905 i The Ladies Home Journal kommenterede Cleveland suffragettebevægelsen og skrev blandt andet, at "fornuftige og ansvarlige kvinder ønsker ikke at stemme. De forskellige roller for mænd og kvinder i vores civilisations udvikling blev tildelt for lang tid siden af en højere intelligens."
Clevelands helbred havde svigtet i flere år, og i efteråret 1907 blev han alvorligt syg. I 1908 døde han af et hjertestop. Hans sidste ord skulle angiveligt være: "Jeg har forsøgt så godt som muligt at gøre det rigtige." Han ligger begravet på Princeton Cemetery.

## Hyldester og eftermæle
Clevelands portræt kunne ses på den amerikanske 1.000$-seddel i perioden 1928 til 1946. Det gjaldt også på en 1000$-seddel fra 1907 og de første mange udgaver af 20$ Federal Reserve Notes fra 1914.
Eftersom han både var den 22. og 24. præsident, vil han blive afbildet på to forskellige dollarmønter, som vil blive udgivet i 2012 som en del af Presidential $1 Coin Program.
I 2006 begyndte Free New York, en NGO-forskningsgruppe, at indsamle penge til at opkøbe det tidligere Fairfieldbibliotek i Buffalo og omdanne det til Grover Cleveland Presidential Library & Museum.

Cleveland nævnes i tegnefilm-serien American Dad! hvor Stan betegner ham som "den største præsident nogensinde".

## Fodnoter
1. ↑  Jeffers, 8–12; Nevins, 4–5
2. 1 2  Tugwell, 220–249
3. ↑  Nevins, 8–10
4. ↑  Graff, 3–4; Nevins, 8–10
5. 1 2  Graff, 3–4
6. ↑  Nevins, 6
7. ↑  Nevins, 9
8. ↑  Graff, 7
9. ↑  Nevins, 10; Graff, 3
10. ↑  Nevins, 11; Graff, 8–9
11. ↑  Nevins, 11
12. ↑  Jeffers, 17
13. ↑  Nevins, 17–19
14. 1 2  Nevins, 21
15. ↑  Jeffers, 16–17
16. ↑  Nevins, 18–19; Jeffers, 19
17. 1 2  Nevins, 23–24
18. 1 2 3 4  Nevins, 27
19. ↑  Nevins, 28–33
20. ↑  Nevins, 31–36; Graff, 10–11
21. 1 2  Graff, 14
22. ↑  Fra Cleveland Familiedokumenterne i New Jersey Archives.
23. ↑  Graff, 14–15
24. ↑  Graff, 15; Nevins, 46
25. ↑  Graff, 14; Nevins, 51–52. Benninsky overlevede krigen.
26. 1 2  Nevins, 52–53
27. ↑  Nevins, 54
28. ↑  Nevins, 54–55
29. ↑  Nevins, 55–56
30. ↑  Nevins, 56
31. ↑  Nevins, 44–45
32. 1 2  Nevins, 58
33. ↑  Jeffers, 33
34. 1 2 3  Jeffers, 34; Nevins, 61–62
35. ↑  "The Execution of John Gaffney". The Buffalonian. Hentet 2008-03-27.
36. ↑  Jeffers, 36; Nevins, 64
37. ↑  Nevins, 66–71
38. ↑  Nevins, 78
39. ↑  Nevins, 79; Graff, 18–19; Jeffers, 42–45; Welch, 24
40. ↑  Nevins, 79–80; Graff, 18–19; Welch, 24
41. 1 2  Nevins, 80–81
42. ↑  Nevins, 83
43. ↑  Graff, 19; Jeffers, 46–50
44. 1 2  Nevins, 84–86
45. ↑  Nevins, 85
46. ↑  Nevins, 86
47. ↑  Nevins, 94–95; Jeffers, 50–51
48. 1 2  Nevins, 94–99; Graff, 26–27
49. ↑  Nevins, 95–101
50. ↑  Graff, 26; Nevins, 101–103
51. ↑  Nevins, 103–104
52. ↑  Nevins, 105
53. ↑  Graff, 28
54. ↑  Graff, 35
55. ↑  Graff, 35–36
56. ↑  Nevins, 114–116
57. 1 2 3  Nevins, 116–117
58. 1 2  Nevins, 117–118
59. ↑  Nevins, 125–126; Graff, 49–51
60. ↑  Nevins, 133–138
61. ↑  Nevins, 138–140
62. 1 2  Nevins, 185–186; Jeffers, 96–97
63. 1 2 3  Nevins, 146–147
64. ↑  Nevins, 147
65. ↑  Nevins, 152–153; Graff, 51–53
66. ↑  Nevins, 153
67. 1 2  Nevins, 154; Graff, 53–54
68. 1 2  Nevins, 156–159; Graff, 55
69. ↑  Nevins, 187–188
70. 1 2  Nevins, 159–162; Graff, 59–60
71. ↑  Graff, 59; Jeffers, 111; Nevins, 177, Welch, 34
72. 1 2 3 4 5  Nevins, 162–169; Jeffers, 106–111; Graff, 60–65; Welch, 36–39
73. ↑  Nevins, 163, Graff, 62
74. ↑  Welch, 33
75. ↑  Nevins, 170–171
76. ↑  Nevins, 170
77. ↑  Nevins, 181–184
78. 1 2  Leip, David. 1884 Presidential Election Results.  Dave Leip's Atlas of U.S. Presidential Elections (27. januar 2008)., Electoral College Box Scores 1789–1996.  De amerikanske nationalarkivers officielle webside.  (27. januar 2008).
79. ↑  Nevins, 208–211
80. ↑  Nevins, 214–217
81. ↑  Graff, 83
82. ↑  Nevins, 238–241; Welch, 59–60
83. ↑  Nevins, 354–357; Graff, 85
84. ↑  Nevins, 217–223; Graff, 77
85. 1 2 3  Nevins, 223–228
86. ↑  Graff, 85
87. ↑  Nevins, 326–328; Graff, 83–84
88. ↑  Nevins, 300–331; Graff, 83
89. ↑  Se Vetoer nedlagt af amerikanske præsidenter
90. 1 2  Nevins, 331–332; Graff, 85
91. ↑  The Writings and Speeches of Grover Cleveland. New York: Cassell Publishing Co. 1892. s. 450.
92. ↑  Jeffers, 157–158
93. 1 2  Nevins, 201–205; Graff, 102–103
94. ↑  Nevins, 269
95. ↑  Nevins, 268
96. 1 2  Nevins, 273
97. ↑  Nevins, 277–279
98. ↑  The Writings and Speeches of Grover Cleveland. New York: Cassell Publishing Co. 1892. s. 72-73.
99. 1 2  Nevins, 280–282, Reitano, 46–62
100. ↑  Nevins, 286–287
101. ↑  Nevins, 287–288
102. ↑  Nevins, 290–296; Graff, 87–88
103. ↑  Nevins, 370–371
104. ↑  Nevins, 379–381
105. ↑  Nevins, 383–385
106. 1 2  Graff, 88–89
107. ↑  Nevins, 205; 404–405
108. ↑  Nevins, 404–413
109. 1 2  Zakaria, 80
110. 1 2 3  Graff, 78
111. ↑  Graff, 79
112. ↑  Forgængeren, som havde giftet sig, mens han bestred embedet, var John Tyler. Graff, 80
113. ↑  Jeffers, 170–176; Graff, 78–81; Nevins, 302–308; Welch, 51
114. ↑  Graff, 80–81
115. 1 2 3  Nevins, 339
116. 1 2 3  Nevins, 445–447
117. ↑  Nevins, 250
118. 1 2  Nevins, 418–420
119. 1 2  Graff, 90–91
120. ↑  Nevins, 423–427
121. 1 2  Leip, David. 1888 Presidential Election Results.  Dave Leip's Atlas of U.S. Presidential Elections (18. februar 2008)., Electoral College Box Scores 1789–1996.  De amerikanske nationalarkivers officielle webside.  (18. februar 2008).
122. ↑  Nevins, 435–439; Jeffers, 220–222; Goldman, 143–144.
123. ↑  Nevins, 443–449
124. ↑  Nevins, 448
125. ↑  Nevins, 450
126. ↑  Nevins, 450–452
127. ↑  Nevins, 450; Graff, 99–100
128. ↑  Graff, 102–105; Nevins, 465–467
129. ↑  Graff, 104–105; Nevins, 467–468
130. ↑  Nevins, 470–471
131. ↑  Nevins, 468–469
132. 1 2  Nevins, 470–473
133. ↑  Nevins, 480–491
134. ↑  Graff, 105; Nevins, 492–493
135. ↑  Nevins, 498
136. ↑  Nevins, 499
137. ↑  Graff, 106–107; Nevins, 505–506
138. ↑  Graff, 108
139. ↑  Leip, David. 1892 Presidential Election Results.  Dave Leip's Atlas of U.S. Presidential Elections (22. februar 2008)., Electoral College Box Scores 1789–1996.  De amerikanske nationalarkivers officielle webside.  (22. februar 2008).
140. ↑  Graff, 114
141. 1 2  Nevins, 526–528
142. ↑  Nevins, 524–528, 537–540. Stemmetallene var 239 for og 108 imod.
143. ↑  Nevins, 541–548
144. ↑  Graff, 115
145. ↑  Timberlake, Richard H. (1993). Monetary Policy in the United States: An Intellectual and Institutional History. University of Chicago Press. s. 179. ISBN 0226803848.
146. ↑  Nevins, 565
147. ↑  Nevins, 567. Stemmerne var 204 for og 140 imod
148. 1 2  Nevins, 564–566; Jeffers, 285–287
149. 1 2 3  Nevins, 567–569
150. ↑  Nevins, 572–576.
151. ↑  Nevins, 577–578
152. ↑  Nevins, 585–587; Jeffers, 288–289
153. ↑  Nevins, 587–588; Graff, 117
154. ↑  Nevins, 568
155. 1 2 3 4  Graff, 117–118; Nevins, 603–605
156. ↑  Graff, 118; Jeffers, 280–281
157. ↑  Nevins, 611–613
158. ↑  Nevins, 614
159. ↑  Nevins, 614–618; Graff, 118–119; Jeffers, 296–297
160. ↑  Nevins, 619–623; Jeffers, 298–302.
161. ↑  Nevins, 624–628; Jeffers, 304–305; Graff, 120
162. 1 2  Nevins, 560
163. 1 2  Nevins, 549–552; Graff 121–122
164. 1 2  Nevins, 552–554; Graff, 122
165. 1 2  Nevins, 558–559
166. ↑  Graff, 123
167. ↑  Zakaria, 145–146
168. ↑  Graff, 123–125; Nevins, 633–642
169. ↑  Graff, 125
170. ↑  Nevins, 647
171. ↑  Nevins, 550, 647–648
172. ↑  Nevins, 528–529; Graff, 115–116
173. ↑  Nevins, 531–533
174. ↑  Nevins, 529
175. 1 2  Nevins, 530–531
176. 1 2 3  Nevins, 532–533
177. ↑  Nevins, 533; Graff, 116
178. ↑  Keen, William W. (1917). The Surgical Operations on President Cleveland in 1893. G. W. Jacobs & Co. Den afskårne del blev bevaret og vises i dag på Mütter Museum in Philadelphia.
179. 1 2 3 4  Nevins, 569–570
180. 1 2 3  Nevins, 570–571
181. 1 2  Nevins, 572
182. 1 2  Graff, 128–129
183. ↑  Nevins, 684–693
184. ↑  Leip, David. 1896 Presidential Election Results.  Dave Leip's Atlas of U.S. Presidential Elections (23. februar 2008).
185. ↑  Graff, 131–133; Nevins, 730–735
186. ↑  Graff, 131; Alexander Leitch, A Princeton Companion, Princeton Univ Press, 1978, " Grover Cleveland"
187. ↑  Graff, 134
188. ↑  Ladies Home Journal 22, (oktober 1905), 7–8
189. 1 2  Graff, 135–136; Nevins, 762–764
190. ↑  Jeffers, 340; Graff, 135.
191. ↑  "Grover Cleveland Library". Arkiveret fra originalen 9. februar 2014. Hentet 2008-03-05.

### Yderligere læsning
- Bard, Mitchell: "Ideology and Depression Politics I: Grover Cleveland (1893–1897)" Presidential Studies Quarterly 1985 15(1): 77–88. ISSN 0360-4918
- Beito, David T. and Beito, Linda Royster:"Gold Democrats and the Decline of Classical Liberalism, 1896–1900," Arkiveret 26. marts 2014 hos  Wayback Machine Independent Review 4 (Spring 2000), 555–75.
- Blodgett, Geoffrey: "Ethno-cultural Realities in Presidential Patronage: Grover Cleveland's Choices" New York History 2000 81(2): 189–210. ISSN 0146-437X
- Blodgett, Geoffrey: "The Emergence of Grover Cleveland: a Fresh Appraisal" New York History 1992 73(2): 132–168. ISSN 0146-437X
- Cleveland, Grover: The Writings and Speeches of Grover Cleveland (1892) onlineudgave
- Cleveland, Grover: Presidential Problems. (1904) onlineudgave
- Dewey, Davis R.:  National Problems: 1880–1897 (1907), onlineudgave Arkiveret 28. december 2008 hos  Wayback Machine
- Doenecke, Justus.: "Grover Cleveland and the Enforcement of the Civil Service Act" Hayes Historical Journal 1984 4(3): 44–58. ISSN 0364-5924
- Faulkner, Harold U.: Politics, Reform, and Expansion, 1890–1900 (1959), onlineudgave Arkiveret 17. oktober 2008 hos  Wayback Machine
- Ford, Henry Jones: The Cleveland Era: A Chronicle of the New Order in Politics (1921), kort overblik online
- Goldman, Ralph Morris: The National Party Chairmen and Committees: Factionalism at the Top (1990). ISBN 0-87332-636-9.
- Hoffman, Karen S.: "'Going Public' in the Nineteenth Century: Grover Cleveland's Repeal of the Sherman Silver Purchase Act" Rhetoric & Public Affairs 2002 5(1): 57–77. ISSN 1094-8392
- McElroy, Robert.: Grover Cleveland, the Man and the Statesman: An Authorized Biography (1923) onlineudgave Arkiveret 27. maj 2008 hos  Wayback Machine
- Morgan, H. Wayne.: From Hayes to McKinley: National Party Politics, 1877–1896 (1969).
- Nevins, Allan ed.: Letters of Grover Cleveland, 1850–1908 (1934)
- Sturgis, Amy H. (red.): Presidents from Hayes through McKinley, 1877–1901: Debating the Issues in Pro and Con Primary Documents (2003) onlineudgave Arkiveret 27. maj 2008 hos  Wayback Machine
- Summers, Mark Wahlgren: Rum, Romanism & Rebellion: The Making of a President, 1884 (2000) campaign techniques and issues onlineudgave Arkiveret 23. november 2011 hos  Wayback Machine
- Wilson,William L.: The Cabinet Diary of William L. Wilson, 1896–1897 1957
- National Democratic Committee (1896). Campaign Text-book of the National Democratic Party.
- Wilson, Woodrow: Mr. Cleveland as President Atlantic Monthly (marts 1897): pp. 289–301 online.